# Palácio de Belas Artes (México)
Palacio de Bellas Artes ("Palácio das Belas Artes") é o principal teatro de ópera da Cidade do México. O edifício é famoso pela sua arquitectura exterior, em estilo Beaux Arts utilizando mármore branco de Carrara, e pelos seus murais interiores por Diego Rivera, Rufino Tamayo, David Alfaro Siqueiros, e José Clemente Orozco.

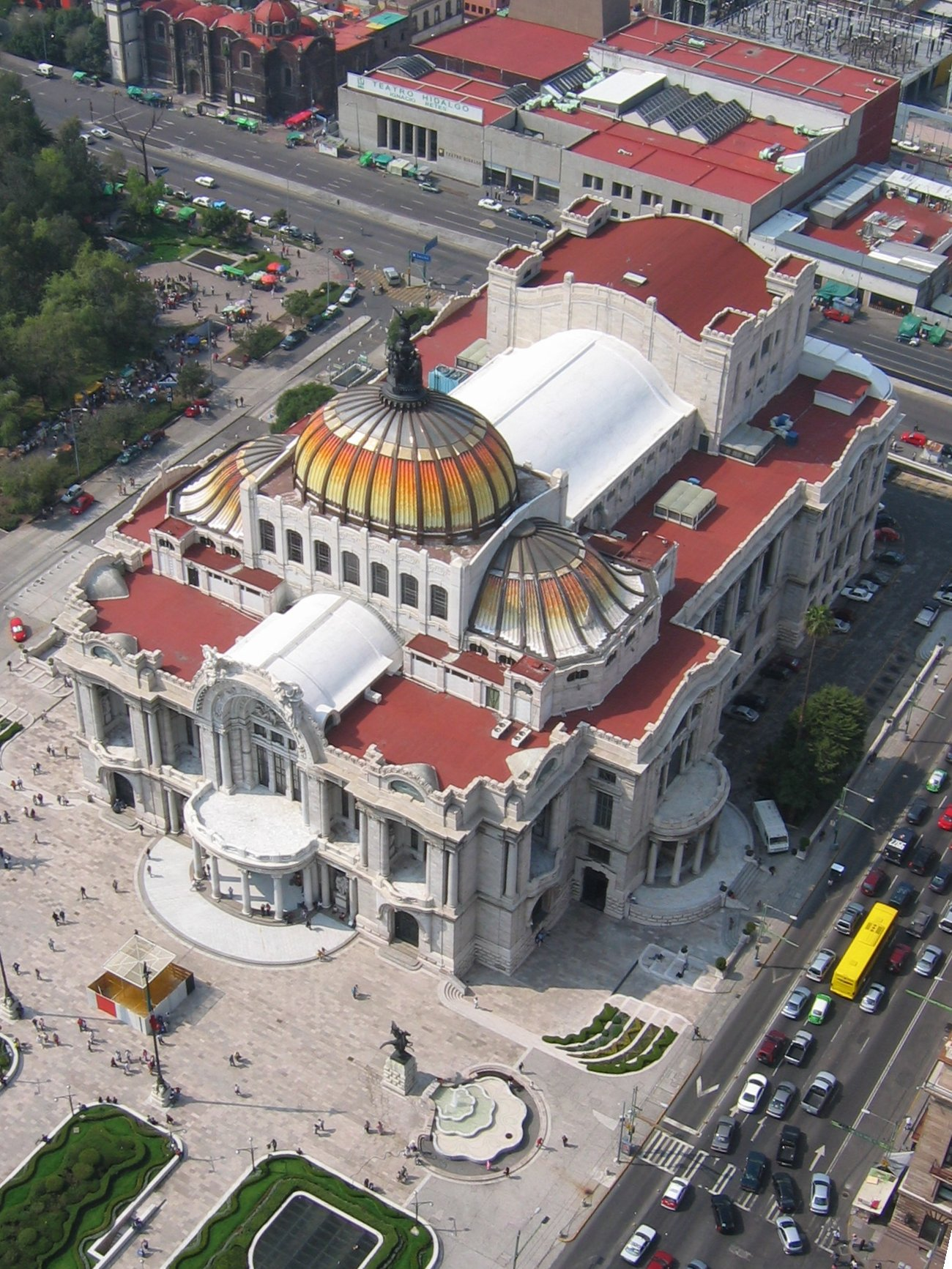
Palacio de Bellas Artes visto da Torre Latinoamericana.

Actualmente o teatro é utilizado para espectáculos de música clássica, ópera e dança, em especial o "Baile Folklórico". Uma particularidade específica do Palacio de Bellas Artes são os seus vitrais representando um vulcão e os vales do México. No teatro têm sede a Orquestra Sinfónica Nacional, a Orquestra das Bellas Artes, a Orquestra de Câmara das Bellas Artes, e Companhia Nacional de Dança e a Companhia de Ópera das Bellas Artes.
No início da sua carreira, Maria Callas cantou em várias produções no Palacio. existindo várias gravações das suas actuações. Outras estrelas da ópera que pisaram o palco do teatro incluem Plácido Domingo, Luciano Pavarotti, Kathleen Battle, Kiri Te Kanawa e Jessye Norman. Muitas das mais importantes orquestras e companhias de dança actuaram também no Palacio, incluindo as Orquestras Filarmónicas de Nova Iorque, Viena, Israel, Moscovo, Londres e a Royal Philharmonic Orchestra; as Orquestras de Filadélfia, Paris, a Dresden Staatskapelle, e as Orquestras Nacionais Francesas, Espanholas e Chinesa; as Sinfónicas de Montreal e Dallas; o American Ballet Theatre, o English National Ballet, o Australian National Ballet, as Companhias de Dança do Bolshoi e do Kirov; entre outros.
O Palacio de Bellas Artes tem sido utilizado para os funerais de artistas de importância nacional, como Frida Kahlo (1954), María Félix (2002) e Juan Gabriel (2016).
O Palacio alberga dois museus: o Museo del Palacio de Bellas Artes e o Museo de la Arquitectura.

## História

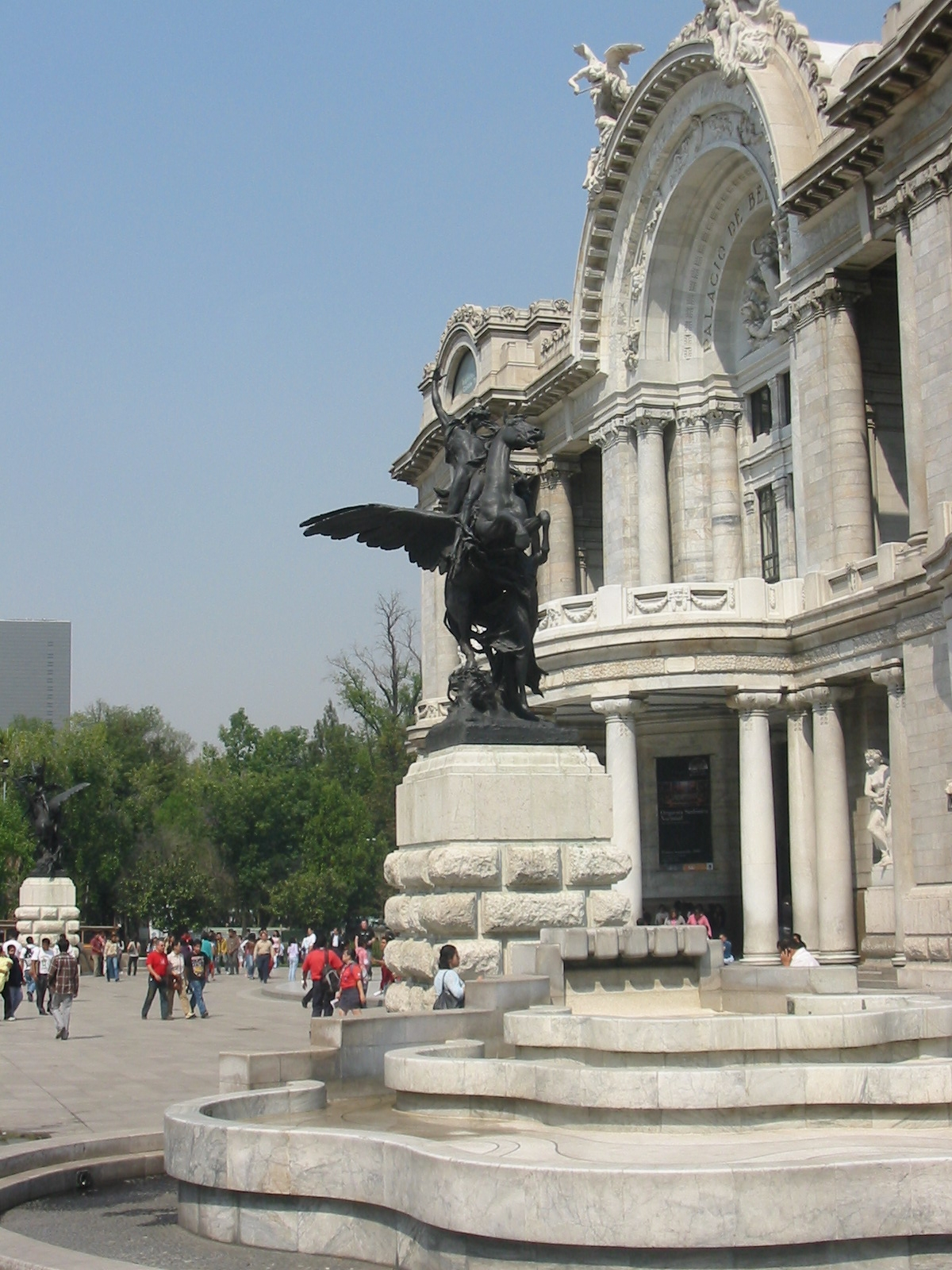
Escultura guardiã da praça em frente ao Bellas Artes.

Nos finais do século XIX e inícios do século XX, sobretudo durante o período de 30 anos em que Porfirio Díaz governou o México, foi notória a tendência de imitação da arte Europeia, estilos e modas. Neste contexto, foi contratado um arquitecto italiano, Adamo Boari, para elaborar o projecto do novo Teatro Nacional utilizando as mais modernas tecnologias comuns nos teatros europeus.
O sítio para a construção foi seleccionado pelo Presidente por se situar na baixa da cidade (o centro financeiro e de negócios), num elegante parque, fronteiro ao maior edifício da cidade. A construção foi iniciada em 1 de Outubro de 1904 e estava planeada para terminar em 1908, o que não veio a acontecer devido a atrasos relacionados com o terreno e com a instabilidade política do país. O solo da zona de construção era demasiado lamacento e a construção, com o seu massivo peso, começou a afundar-se durante a construção (o edifício ainda continua a afundar-se alguns centímetros por ano actualmente) causando atrasos significativos. As coisas complicaram-se em 1910, com o início da Revolução Mexicana. O arquitecto Boari deixou o México em 1916 e a construção parou quase por completo até 1932, quando os trabalhos foram retomados sob a direcção do arquitecto mexicano Federico Mariscal. O edifício seria acabado apenas em 1934, sendo que os jardins com as estátuas de Pégaso, concebidos por Boari, só seriam terminados em 1994.

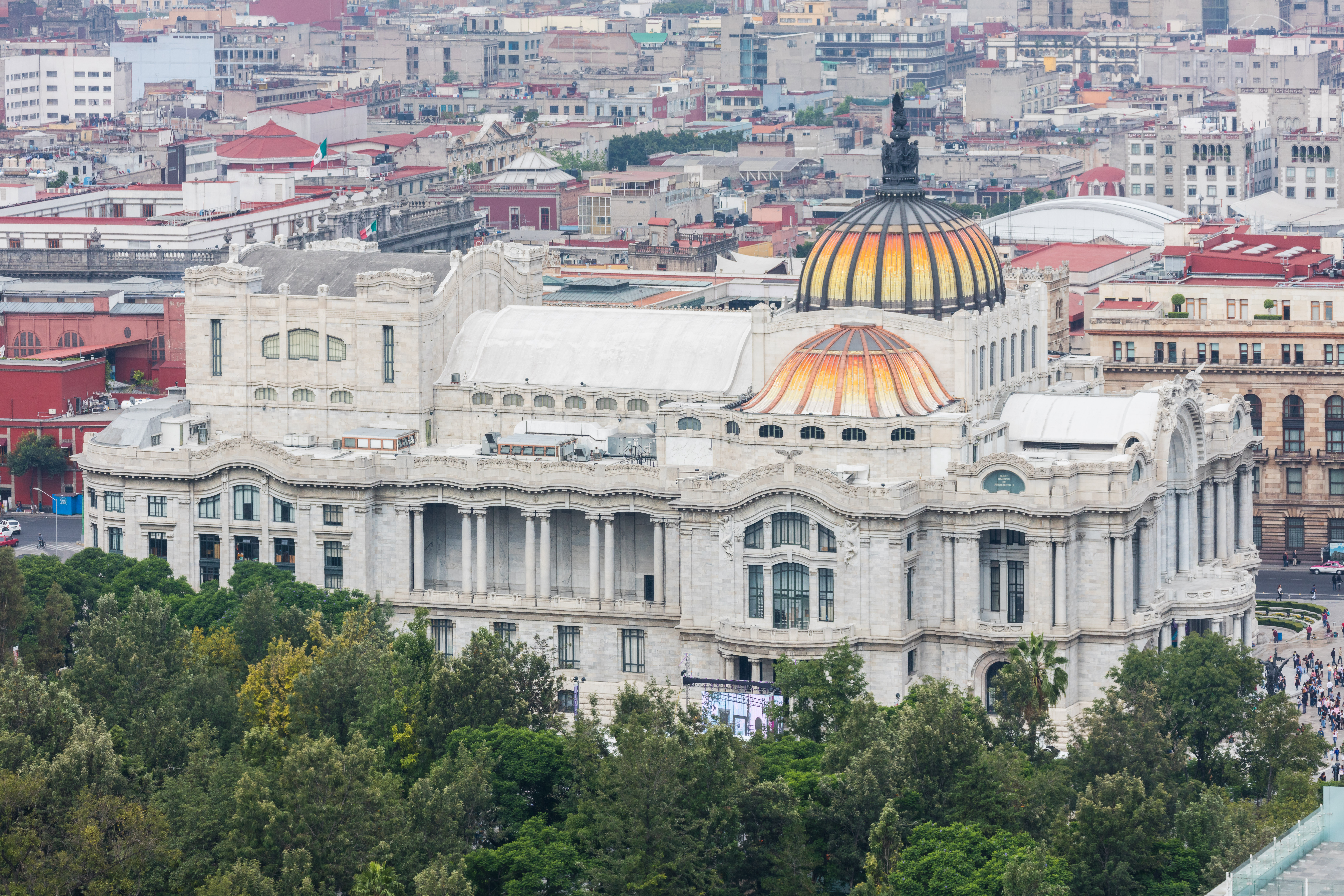
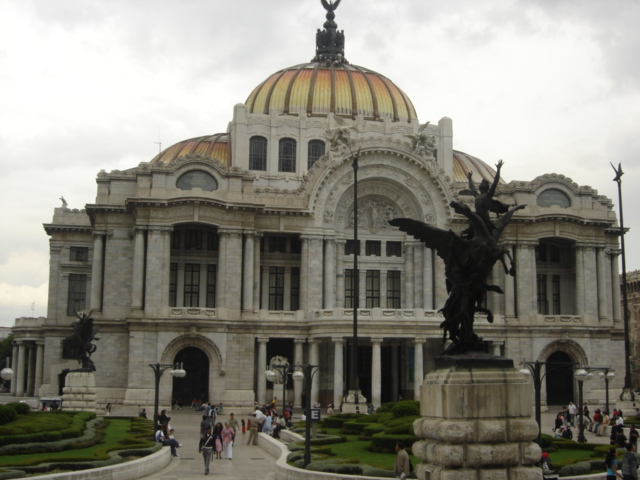
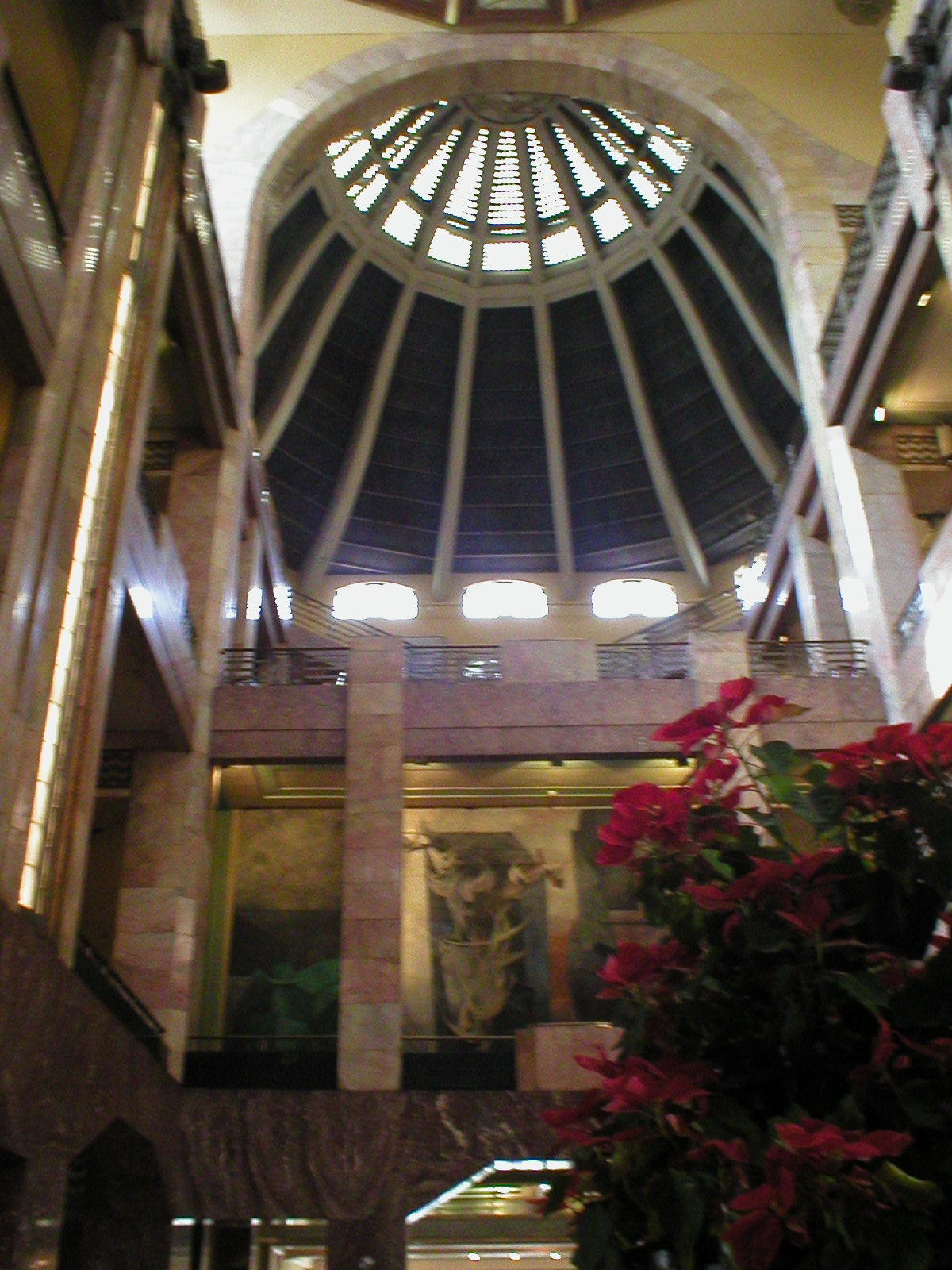
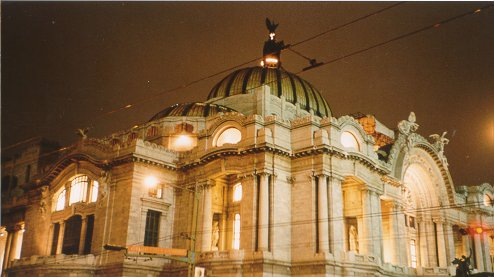
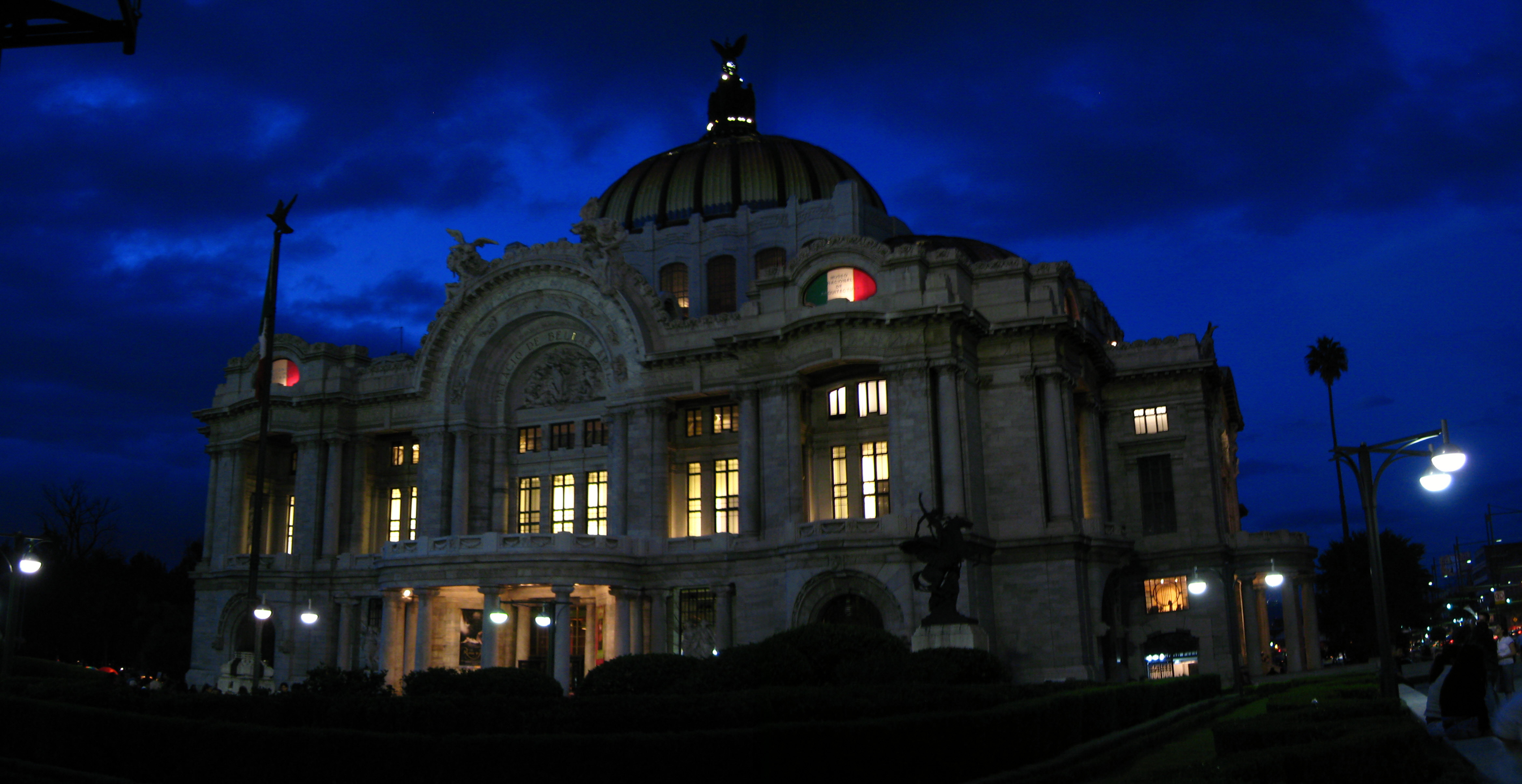
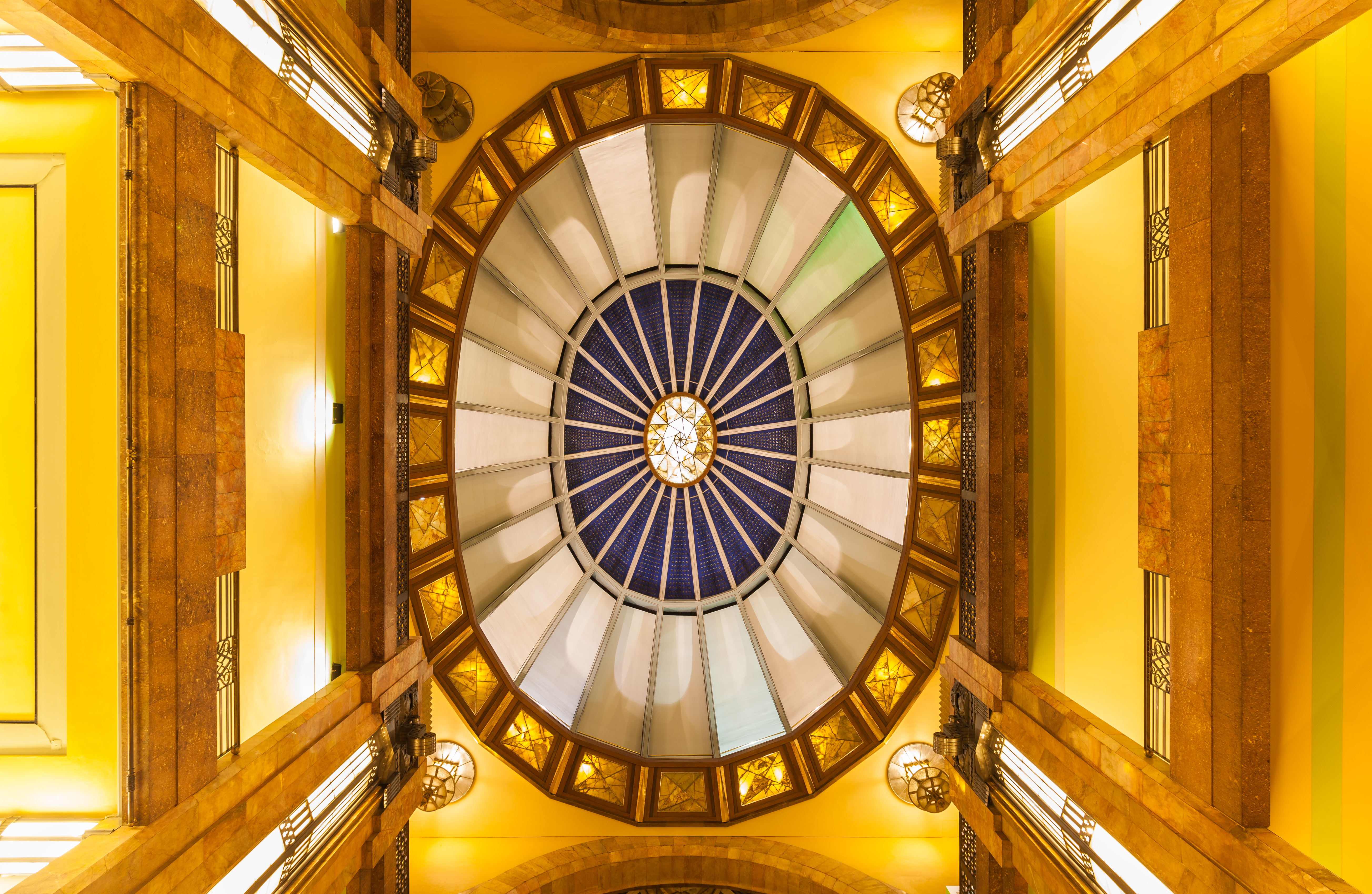